# Чемпионат мира по фехтованию 1921
Чемпионат мира по фехтованию в 1921 году проходил в Париже (Франция). На момент проведения он считался европейским турниром, а статус чемпионата мира ему был присвоен задним числом в 1937 году. Это был самый первый турнир подобного рода.

## Общий медальный зачёт
| Место | Страна     | Золото | Серебро | Бронза | Всего |
| ----- | ---------- | ------ | ------- | ------ | ----- |
| 1     | Франция    | 1      | 1       | 0      | 2     |
| 2     | Нидерланды | 0      | 0       | 1      | 1     |
| Всего | Всего      | 1      | 1       | 1      | 3     |

## Медалисты
| Дисциплина              | Золото       | Серебро       | Бронза                 |
| ----------------------- | ------------ | ------------- | ---------------------- |
| Шпага Личное первенство | Люсьен Годен | Гастон Комеро | Хенри Вейнолди-Даниэлс |